# Kanton Castets
Castets is een voormalig kanton van het Franse departement Landes. Het kanton maakte deel uit van het arrondissement Dax. Ingevolge het decreet van 18 februari 2014 is het op 22 maart 2015 geheel opgenomen in het nieuwe kanton Côte d'Argent.    

## Gemeenten
Het kanton Castets omvatte de volgende gemeenten:
- Castets (hoofdplaats)
- Léon
- Lévignacq
- Linxe
- Lit-et-Mixe
- Saint-Julien-en-Born
- Saint-Michel-Escalus
- Taller
- Uza
- Vielle-Saint-Girons